# Ruderverein Bad Wimpfen
Der Ruderverein Bad Wimpfen e. V. wurde 1923 in Bad Wimpfen gegründet und hat sein Domizil seitdem unterhalb der historischen Pfalz Wimpfen am Ufer des Neckars nahe der Neckarbrücke.

## Flagge und Blätter
Die Flagge des RV Bad Wimpfen besteht aus einer weißen Fläche in der linken oberen Ecke, auf der der Wimpfener Adler, die Buchstaben R, V und W, sowie das Gründungsjahr 1923 abgebildet sind. Die restliche Fläche besteht aus neun Streifen, die abwechselnd schwarz und gelb gefärbt sind.
Die Blätter des RV Bad Wimpfen sind hälftig gelb (oben) und schwarz (unten) gefärbt.

## Geschichte

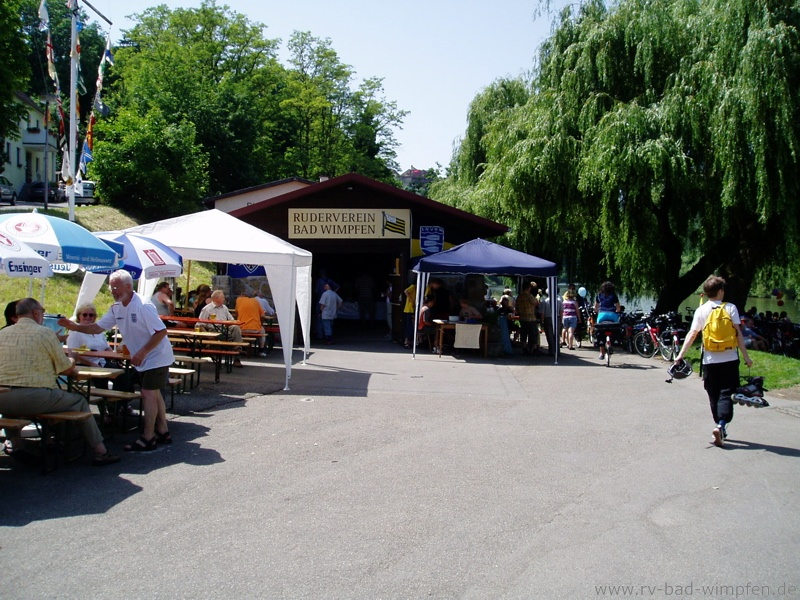
Das Bootshaus des RV Bad Wimpfen beim alljährlichen autofreien Sonntag

Nach dem Aufruf zur Gründerversammlung am 12. Juni 1923 wurde der Ruderverein Wimpfen am Neckar, mit Sitz in Wimpfen, am 24. September 1923 in das Vereinsregister des örtlichen hessischen Amtsgerichts eingetragen. Als Gründungsväter waren Heinrich Engel, Forstmeister von Becker, Bankdirektor Müller, Zahnarzt Erich Geiger und Rechtsanwalt Friedrich Weiß eingetragen. Der Bootspark bestand anfangs nur aus sieben „Bummelbooten“, die auch an Nichtmitglieder verliehen wurden, um somit die Kosten zu decken. Am 25. Oktober 1924 konnte der Verein seine beiden ersten Sportboote (Zweisitzer) auf die Namen Wimpina und Neckar taufen. Das ehemalige Salzmagazin der Saline Ludwigshalle wurde dem Ruderverein 1927 pachtweise überlassen. Der Pachtzins betrug eine Reichsmark im Jahr. Im Zweiten Weltkrieg wurden das Bootshaus und der Bootsbestand bei der Sprengung der Hindenburgbrücke völlig zerstört.
Nach 1947 begannen die Mitglieder mit der Planung und dem Neubau des Bootshauses. Nachdem im Juli 1952 das neue Bootshaus eingeweiht werden konnte, wurde 1973 der Grundstein für die erste Erweiterung gelegt. Dadurch wurde ein richtiges Bootshaus mit Umkleideräumen, sanitären Einrichtungen und einem Clubraum geschaffen. Der Aufbau eines geeigneten Bootsbestandes hat viel Arbeit und Geld gekostet. Als Krönung konnte beim Anrudern 1981 der Achter durch den damaligen Bürgermeister Klaus Czernuska auf den Namen Stadt Bad Wimpfen getauft werden. Inzwischen war der Bootsbestand soweit ausgebaut, dass für jede Ruderin und jeden Ruderer ein passendes Boot vorhanden war.
Zum 75. Vereinsjubiläum wurde 1998 die Fassade und der Clubraum des Bootshauses renoviert. Da die Bootshalle inzwischen für den Bootsbestand zu klein geworden war, beschloss man im Jahr 2000, diese im gleichen Stil um acht Meter zu verlängern, um so mehr Platz zu schaffen.